# Blabicentrus
Blabicentrus is een kevergeslacht uit de familie van de boktorren (Cerambycidae). De wetenschappelijke naam van het geslacht werd voor het eerst geldig gepubliceerd in 1866 door Bates.

## Soorten
Blabicentrus omvat de volgende soorten:
- Blabicentrus alberti Galileo & Moysés, 2013
- Blabicentrus bellus (Galileo & Martins, 2004)
- Blabicentrus brulei Dalens, Touroult & Tavakilian, 2009
- Blabicentrus capixaba (Martins & Galileo, 1998)
- Blabicentrus ghoutii Dalens, Touroult & Tavakilian, 2009
- Blabicentrus hirsutulus Bates, 1866
- Blabicentrus littoralis Dalens, Touroult & Tavakilian, 2009
- Blabicentrus martinsi Dalens, Touroult & Tavakilian, 2009
- Blabicentrus tomentosus Dalens, Touroult & Tavakilian, 2009